# Centre de biodiversité Naturalis
Le Centre de biodiversité Naturalis (nom officiel en anglais : Naturalis Biodiversity Center), couramment abrégé en Naturalis, est un musée national d'histoire naturelle, de la biodiversité et un institut de recherche situé à Leyde, aux Pays-Bas.

## Histoire
Naturalis est né en 1984 de la réunion du musée national d’histoire naturelle de Leyde (Rijksmuseum van Natuurlijke Historie, RMNH) et du musée national de géologie et de minéralogie (en) (Rijksmuseum van Geologie en Mineralogie, RGM).
Depuis 1998, le musée Naturalis et ses dix millions de spécimens sont hébergées dans une tour de soixante mètres de haut.
Le 28 janvier 2010, il a été renommé « Centre néerlandais pour la biodiversité Naturalis » (en néerlandais : Nederlands Centrum voor Biodiversiteit Naturalis, NBC Naturalis) à la suite de la fusion du musée national d'histoire naturelle Naturalis (Nationaal Natuurhistorisch Museum Naturalis), le musée zoologique d'Amsterdam (nl) et l'Herbier national des Pays-Bas. Les collections ont été réunies à Leyde, ainsi que le personnel. Depuis l'été 2012, l'institut se nomme Naturalis Biodiversity Center.

## Bâtiments
Les deux bâtiments principaux du Naturalis sont le bâtiment Naturalis à proprement parler, datant de 1998, et le Pesthuis. Datant du XVIIe siècle, le Pesthuis constituait autrefois l'un des musées ayant participé à la fusion de 1998.

## Collections
Liste non exhaustive : 
- 5 250 000 insectes ;
- 2 290 000 autres invertébrés ;
- 1 000 000 vertébrés ;
- 4 900 000 plantes vasculaires ;
- 705 000 mousses ;
- 282 000 lichens ;
- 135 000 fougères ;
- 350 000 champignons ;
- 250 000 algues ;
- 1 160 000 fossiles ;
- 440 000 pierres et minéraux ;
- 2 000 pierres précieuses ;
- 10 000 objets pédagogiques.

## Le tyrannosaure
Dans une salle spécialement conçue à cet effet, le musée Naturalis expose un squelette authentique de Tyrannosaurus rex, l'un des deux seuls spécimens authentiques à être conservés en Europe, l'autre étant le spécimen Tristan, exposé à Berlin en Allemagne. Le tyrannosaure de Naturalis est estimé être une femelle. Surnommée Trix, le Musée l'a extraite et obtenue en 2013 à la suite d'un accord avec l'état américain du Montana. Trix est l'un des spécimens de Tyrannosaurus les plus complets et mieux conservés au monde.

## Galerie d'images

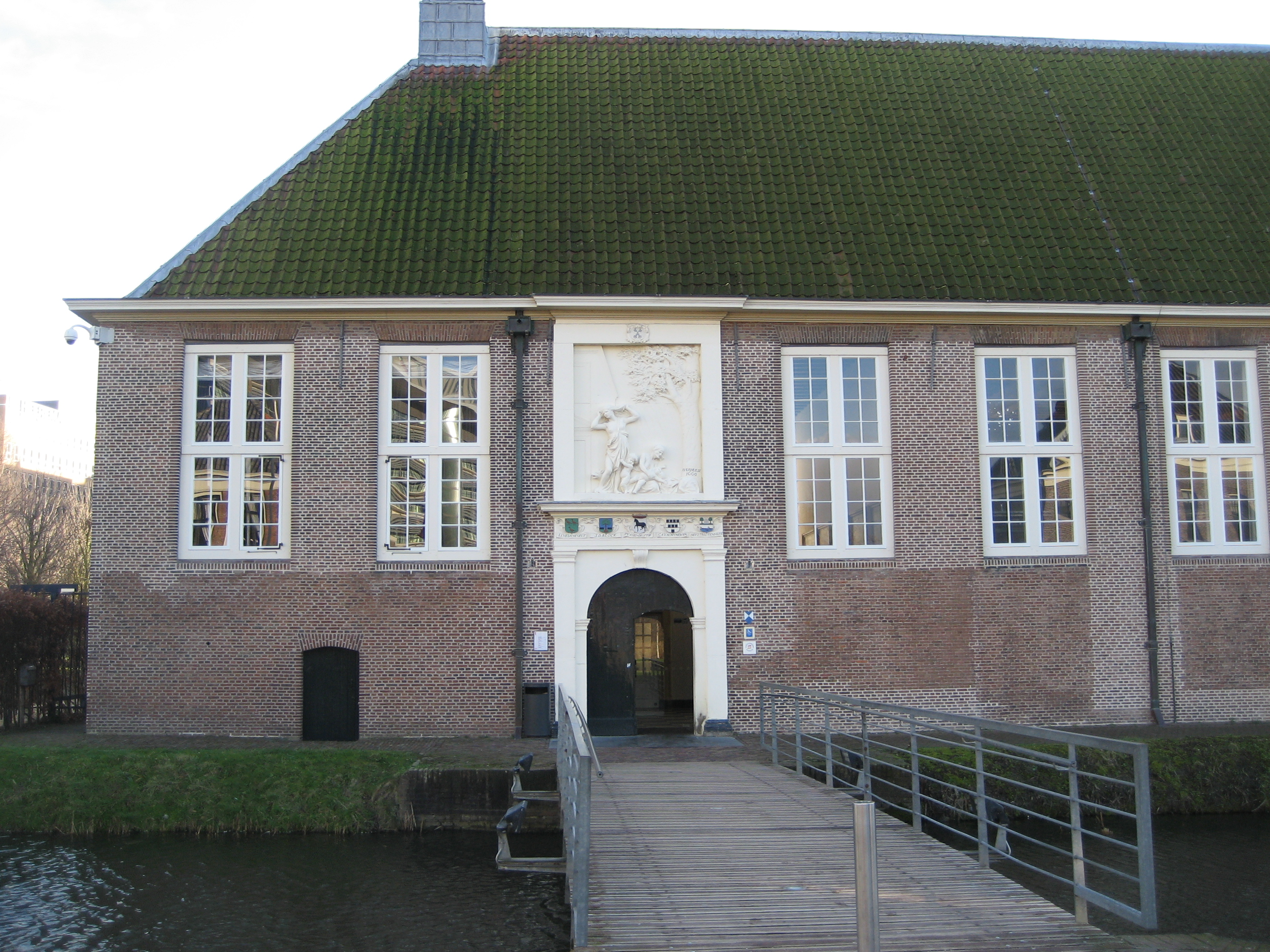
Bâtiment Pesthuis (construit au XVIIe siècle)
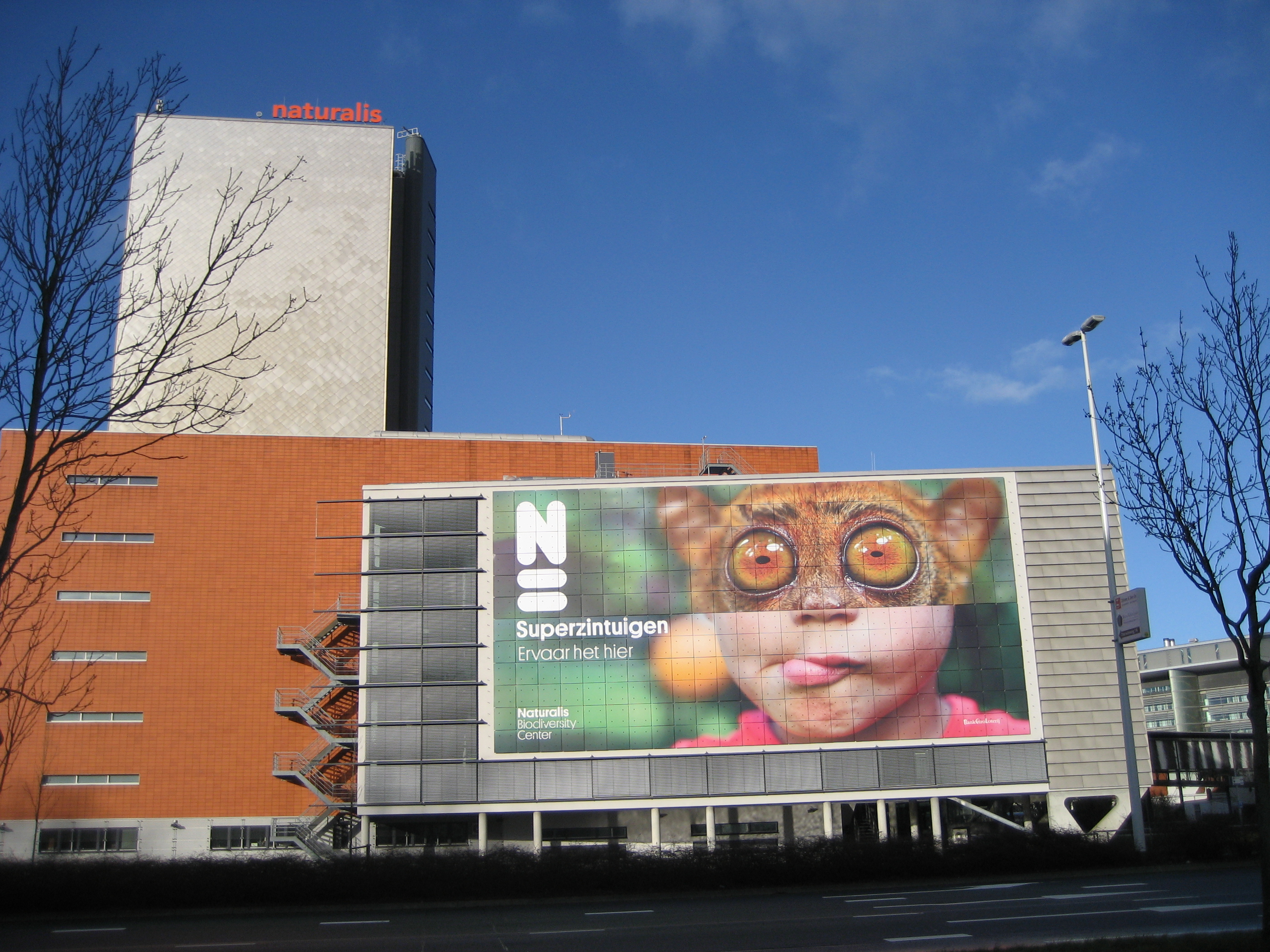
Bâtiment Naturalis (depuis 1998)
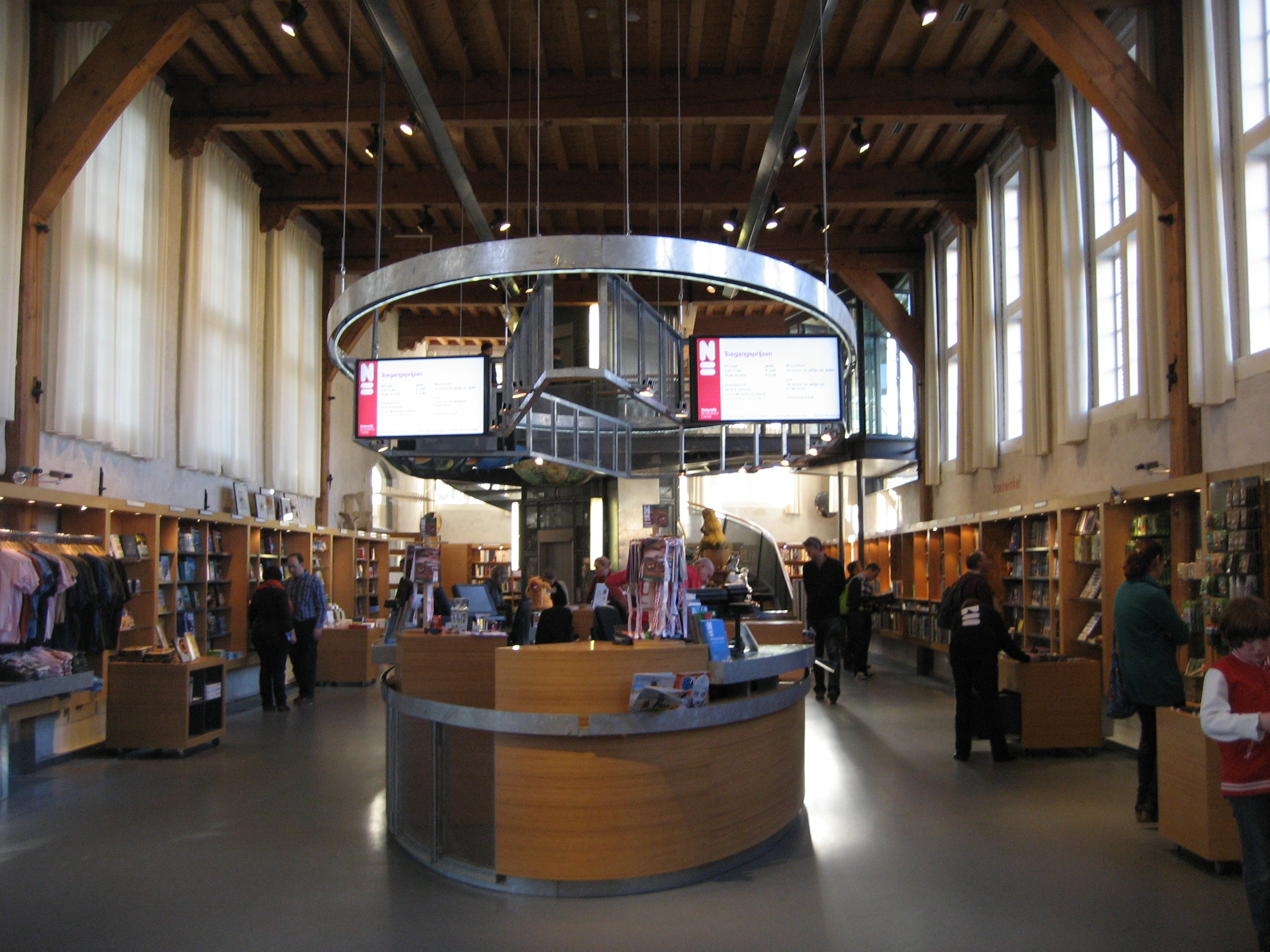
Caisse enregistreuse dans le bâtiment Pesthuis
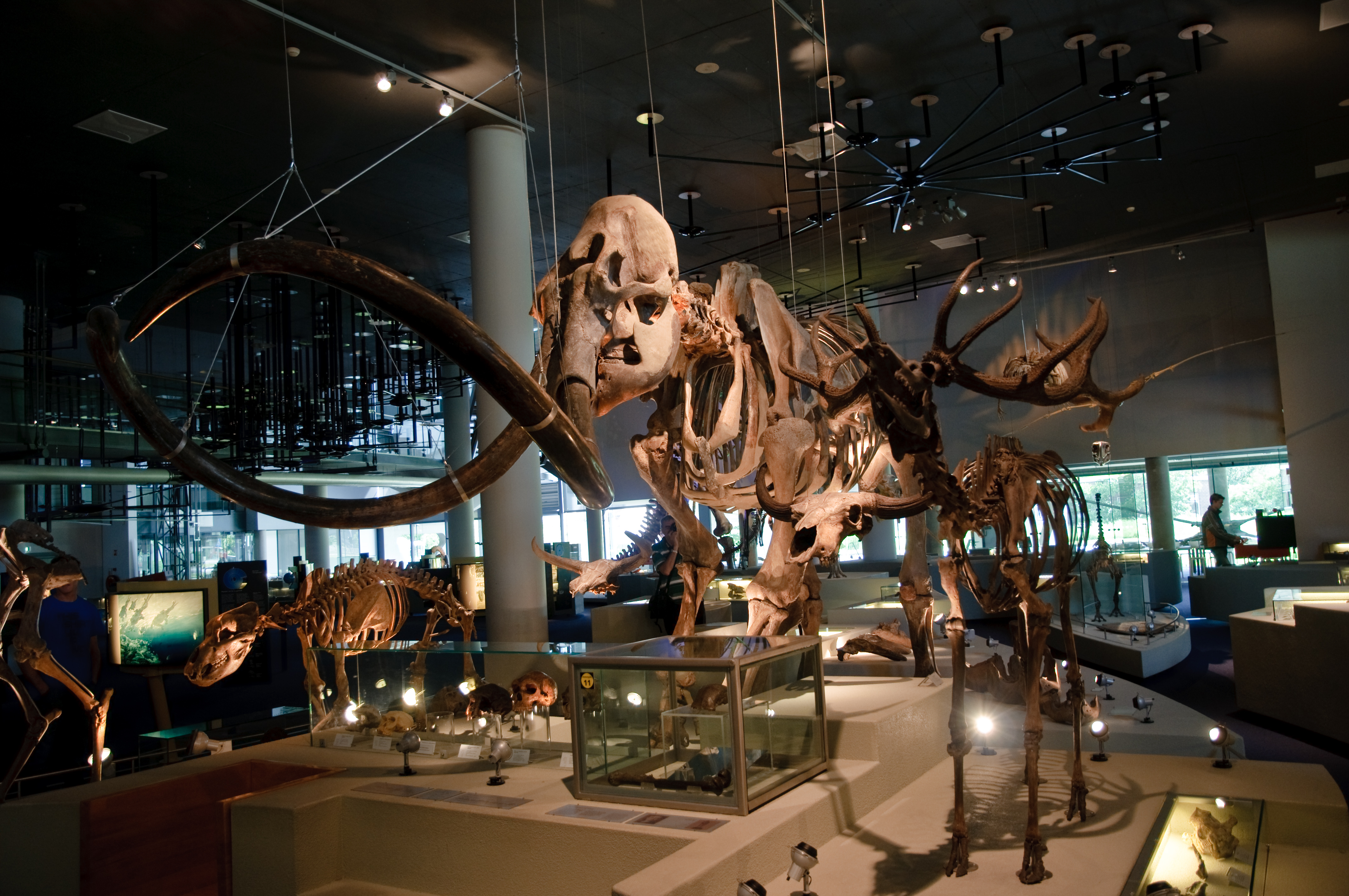
Un squelette de mammouth exposé dans la section sur les animaux préhistoriques
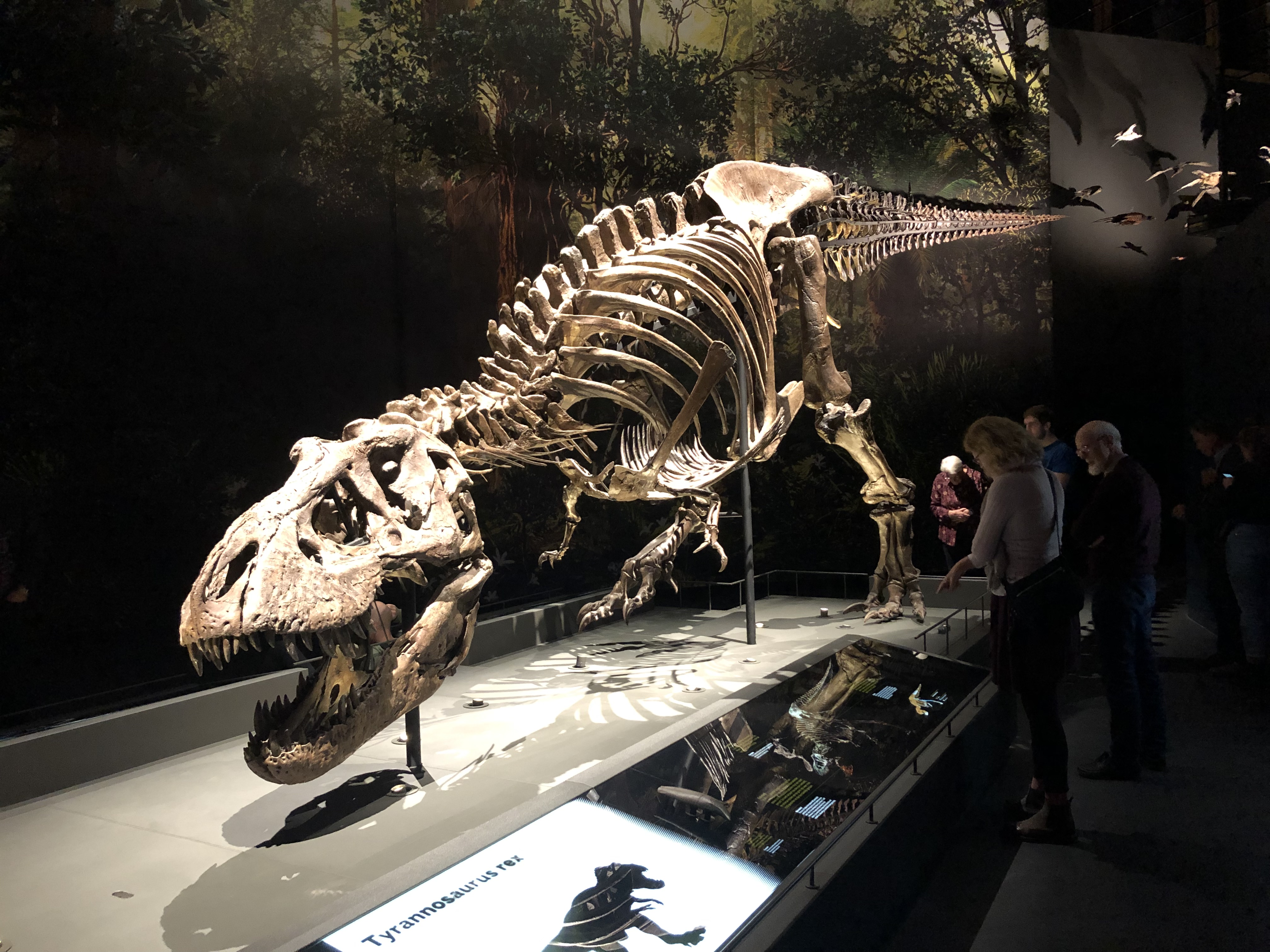
Trix, le tyrannosaure du musée Naturalis